# Serment
Pour les articles homonymes, voir Serment (homonymie).

Prestation de serment des nouveaux membres du parlement suisse, 1971.

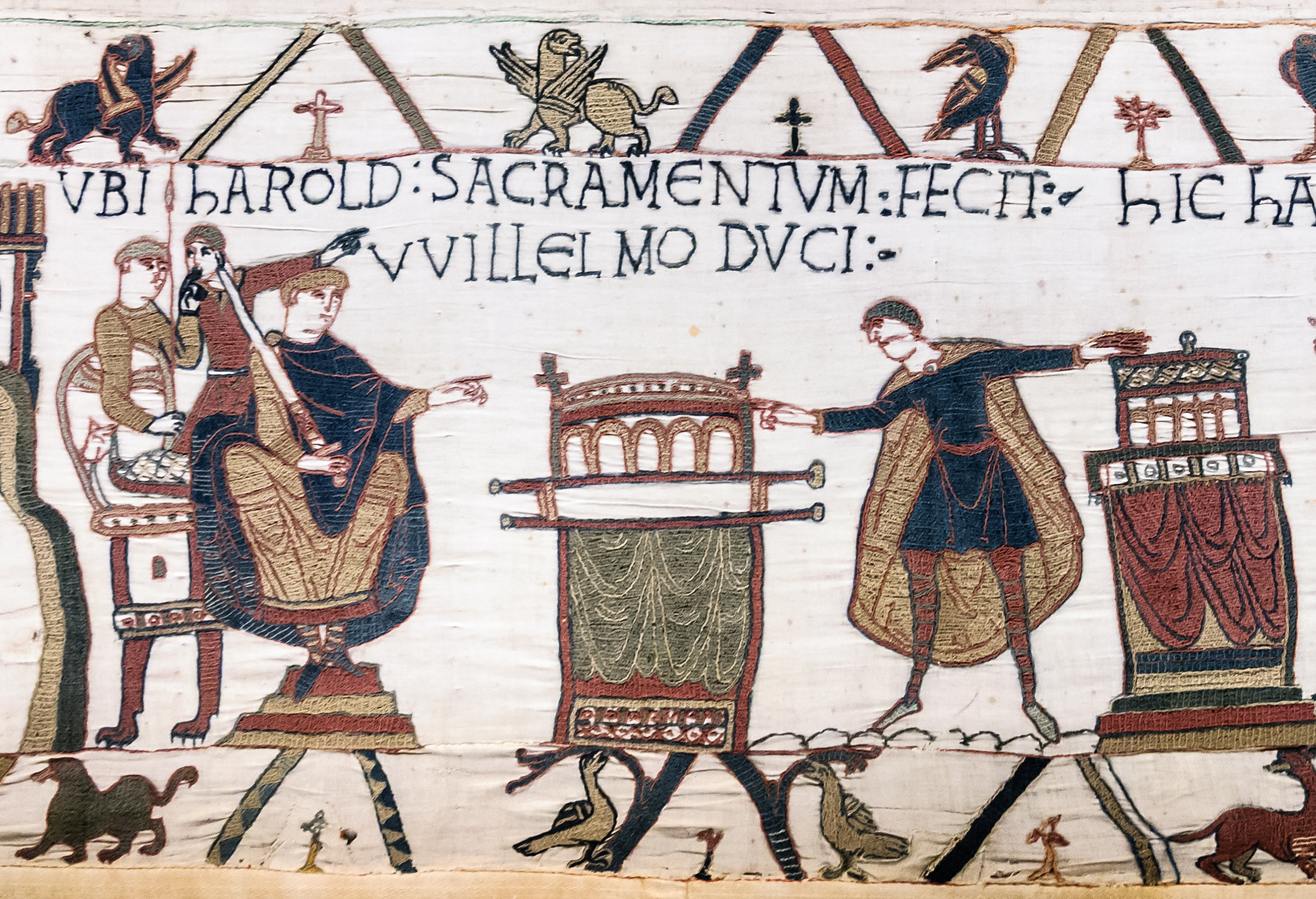
Scène 23 de la tapisserie de Bayeux : Harold prête serment au duc Guillaume.

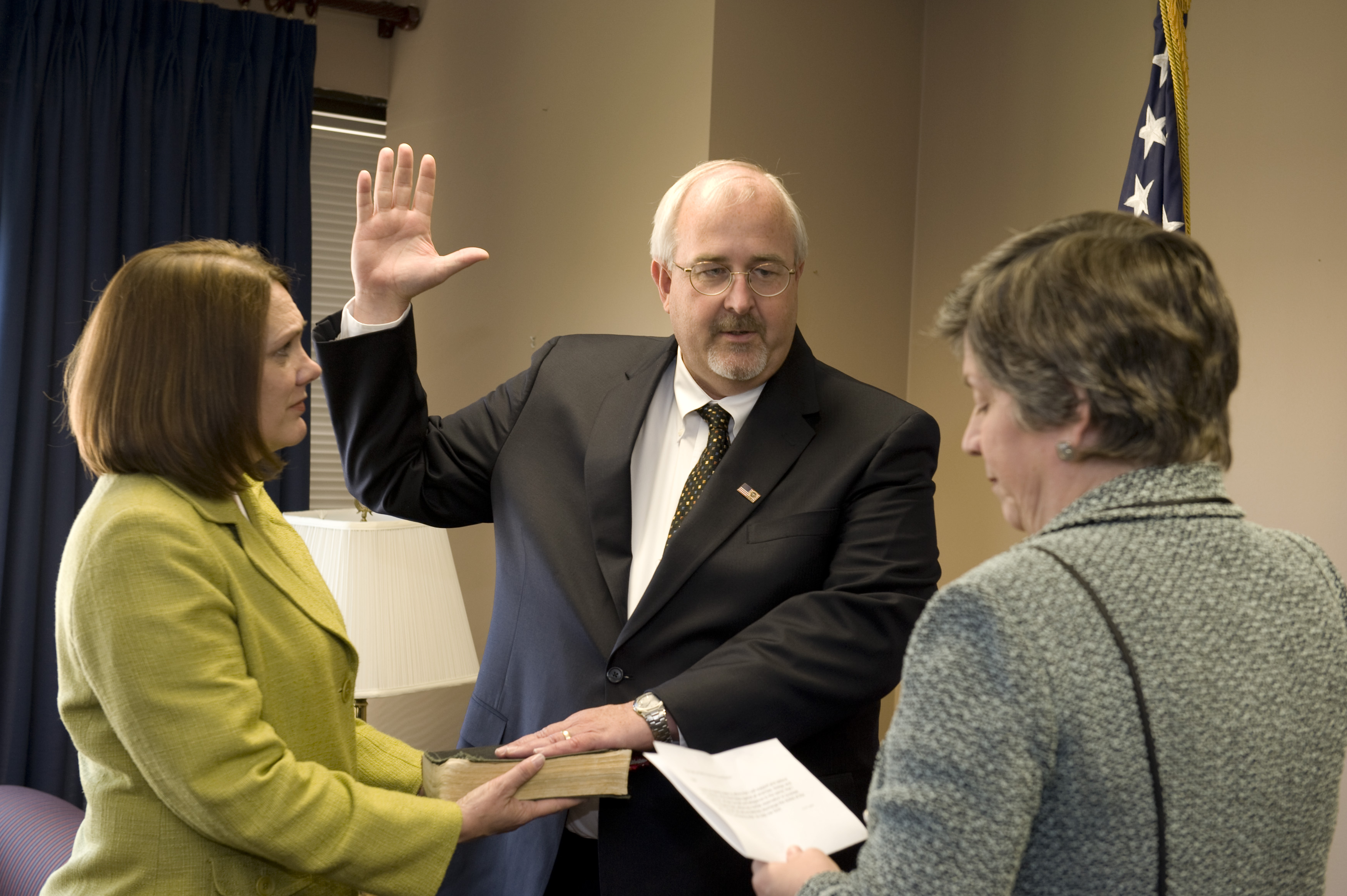
Prestation de serment (administration américaine)

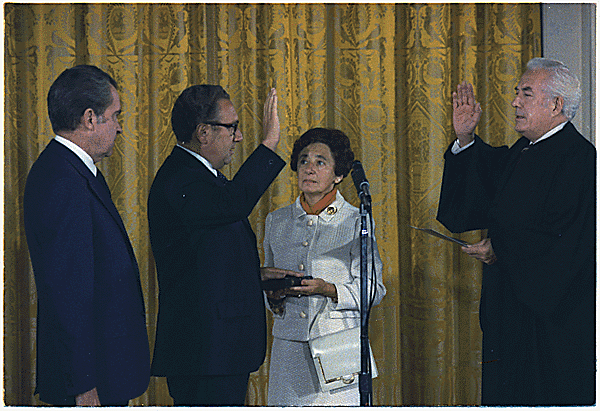
Henry Kissinger prête serment sur la Bible, 1973.

Un serment (du latin sacramentum, promesse faite en prenant à témoin Dieu, un être ou un objet sacré) est, d'une manière générale, une affirmation solennelle et codifiée qu'une personne fait par voie orale en vue d'attester la vérité d'un fait, la sincérité d'une promesse, l'engagement de bien remplir les devoirs de sa fonction. Cette codification prend la forme d'un rituel juratoire.

## Usages
- Serment de fidélité : acte qui suivait l'hommage, et par lequel le vassal jurait fidélité et assistance à son suzerain (voir serment d'allégeance, serment général de fidélité au roi).
- En droit :
  - la prestation de serment ou assermentation est un serment demandé à une personne en vue d'une certaine charge ou fonction. Il s'agit habituellement de charges de la fonction publique, de l'armée ou du domaine de la santé, ou en politique, une promesse de fidélité et de dévouement exigée par certains régimes, des dirigeants du pays ou des fonctionnaires, ou encore dans un ordre ou groupe religieux ;
  - le serment judiciaire est, en France, un serment prêté devant le juge qui peut être décisoire, promissoire ou supplétoire. Dans ce domaine, le serment fait également référence aux engagements publics pris par certaines professions judiciaires, les auxiliaires de justice, y compris les officiers ministériels et étendu aux magistrats.
- Dans les religions à mystères, un serment initiatique est un serment prononcé au moment d'un rite d'initiation.

## Contrat
Le sociologue Max Weber a montré que le serment était une des formes de groupement humain les plus universelles et les plus efficaces. Dans Le Judaïsme antique (1917-1918), il affirme que la pratique du serment est une clef de cette période. Du Moyen Âge à l'époque moderne, il le retrouve sous de multiples formes, comme les confréries, les guildes, les corporations, etc. La fraternisation est au cœur du développement des villes occidentales, à la différence de celles du reste du monde. Cependant, il relève une évolution importante des modes contractuels : alors que l'objet des engagements médiévaux concernaient surtout ce que les parties allaient devenir et comment elles allaient se transformer, les engagements modernes concernent surtout des objectifs d'ordre commerciaux.